# Diplodonta impolita
Diplodonta impolita is een tweekleppigensoort uit de familie van de Ungulinidae. De wetenschappelijke naam van de soort is voor het eerst geldig gepubliceerd in 1953 door S. S. Berry.